# Solenocera alfonso
Solenocera alfonso är en kräftdjursart som beskrevs av Pérez Farfante 1981. Solenocera alfonso ingår i släktet Solenocera och familjen Solenoceridae. Inga underarter finns listade i Catalogue of Life.